# Miniopterus manavi
Miniopterus manavi (Thomas, 1906) è un pipistrello della famiglia dei Miniotteridi endemico del Madagascar.

## Descrizione

### Dimensioni
Pipistrello di piccole dimensioni, con la lunghezza della testa e del corpo di 90 mm, la lunghezza dell'avambraccio tra 37,6 e 39,2 mm, la lunghezza della coda di 39 mm, la lunghezza del piede di 6 mm, la lunghezza delle orecchie di 10 mm e un peso fino a 6,4 g.

### Aspetto
La pelliccia è di media lunghezza. Le parti dorsali sono nerastre con la punta dei peli marrone, mentre le parti ventrali sono leggermente più chiare. È presente una fase rossastra. La fronte è molto alta, il muso è stretto e con le narici molto piccole. Le orecchie sono triangolari. Il trago è lungo, inclinato in avanti e con l'estremità arrotondata. La coda è molto lunga ed è completamente inclusa nell'ampio uropatagio, il quale è ricoperto sulla superficie dorsale di una densa e corta peluria. Il calcar è privo di carenatura. 

### Ecolocazione
Emette ultrasuoni a basso ciclo di lavoro con impulsi di breve durata a frequenza modulata iniziale di 110 kHz, finale di 53 kHz e massima energia a 58,2 kHz.

## Biologia

### Comportamento
Si rifugia nelle cavità e ammassi rocciosi in colonie fino a 4.000 individui.

### Alimentazione
Si nutre di insetti, in particolare di emitteri.

## Distribuzione e habitat
Questa specie è diffusa in gran parte del Madagascar e sulle isole di Nosy Be e Nosy Komba.
Vive nelle foreste secche decidue, foreste pluviali umide, foreste degradate, aree agricole e piantagioni, tra 20 e 1.500 metri di altitudine.

## Conservazione
La IUCN Red List, considerato il vasto areale attraverso tutto il Madagascar sebbene sia localmente cacciato, classifica M.manavi come specie a rischio minimo (Least Concern).